# Championnat de Suède féminin de football 2022
Navigation
Édition précédente Édition suivante
Le championnat de Suède féminin de football 2022 est la 50e édition du championnat de Suède féminin. Les quatorze meilleurs clubs féminins de football de Suède sont regroupés au sein d'une poule unique, la Damallsvenskan, où ils s'affrontent deux fois au cours de la saison, à domicile et à l'extérieur. Il y a deux clubs supplémentaires par rapport aux saisons précédentes, dans l'optique de développer le championnat. Trois équipes sont donc promues d'Elitettan tandis qu'une seule a été reléguée.
Le FC Rosengård défend son titre de championne de Suède acquis lors de la saison 2021 tandis que l'Umeå IK, l'IFK Kalmar et l'IF Brommapojkarna accèdent à l'élite.

## Les équipes participantes
| \| Agglomération de Stockholm: Djurgården AIK Hammarby IF IF Brommapojkarna Eskilstuna BK Häcken Kristianstads DFF Linköpings FC Piteå IF FC Rosengård Vittsjö GIK KIF Örebro Umeå IK IFK Kalmar Stockholm \| Localisation des clubs engagés. |
| Agglomération de Stockholm: Djurgården AIK Hammarby IF IF Brommapojkarna Eskilstuna BK Häcken Kristianstads DFF Linköpings FC Piteå IF FC Rosengård Vittsjö GIK KIF Örebro Umeå IK IFK Kalmar Stockholm                                       |

| Club                  | Classement 2021 | Stade                                   | Capacité      | Date de Création |
| --------------------- | --------------- | --------------------------------------- | ------------- | ---------------- |
| FC Rosengård          | 1               | Malmö IP                                | 7 800         | 1970             |
| BK Häcken             | 2               | Valhalla IP                             | 4 000         | 1970             |
| Kristianstads DFF     | 3               | Vilans IP / Kristianstads fotbollsarena | 5 000 / 3 080 | 1998             |
| Eskilstuna United DFF | 4               | Tunavallen                              | 7 800         | 2002             |
| Vittsjö GIK           | 5               | Vittsjö IP                              | 3 000         | 1933             |
| Linköpings FC         | 6               | Linköping Arena                         | 8 500         | 2003             |
| Hammarby IF           | 7               | Hammarby IP                             | 3 700         | 1970             |
| KIF Örebro DFF        | 8               | Behrn Arena                             | 14 500        | 1920             |
| Djurgårdens IF Dam    | 9               | Stockholms Olympiastadion               | 14 417        | 2003             |
| AIK Fotboll           | 10              | Skytteholms IP                          | 4 000         | 1970             |
| Piteå IF              | 11              | LF Arena                                | 6 000         | 1985             |
| Umeå IK               | 1 (Elitettan)   | Gammliavallen                           | 10 000        | 1917             |
| IFK Kalmar            | 2 (Elitettan)   | Gröndals IP                             | 12 182        | 1970             |
| IK Brommapojkarna     | 3 (Elitettan)   | Grimsta IP                              | 5 000         | 1971             |

## Compétition

### Classement
Le barème utilisé pour établir le classement est le suivant : 3 points pour une victoire, 1 point pour un match nul et 0 point pour une défaite.
| Rang | Équipe                | Pts | J  | G  | N | P  | Bp | Bc | Diff |
| ---- | --------------------- | --- | -- | -- | - | -- | -- | -- | ---- |
| 1    | FC Rosengård T C      | 66  | 26 | 21 | 3 | 2  | 74 | 24 | +50  |
| 2    | BK Häcken             | 59  | 26 | 18 | 5 | 3  | 65 | 22 | +43  |
| 3    | Linköpings FC         | 57  | 26 | 18 | 3 | 5  | 61 | 26 | +35  |
| 4    | Kristianstads DFF     | 52  | 26 | 16 | 4 | 6  | 57 | 28 | +29  |
| 5    | Hammarby IF           | 48  | 26 | 15 | 3 | 8  | 43 | 29 | +14  |
| 6    | Vittsjö GIK           | 45  | 26 | 13 | 6 | 7  | 40 | 26 | +14  |
| 7    | Piteå IF              | 40  | 26 | 12 | 4 | 10 | 34 | 26 | +8   |
| 8    | Eskilstuna United DFF | 40  | 26 | 12 | 4 | 10 | 33 | 32 | +1   |
| 9    | KIF Örebro DFF        | 38  | 26 | 12 | 2 | 12 | 37 | 37 | 0    |
| 10   | Djurgårdens IF        | 26  | 26 | 8  | 2 | 16 | 31 | 48 | -17  |
| 11   | IFK Kalmar P          | 19  | 26 | 5  | 4 | 17 | 25 | 64 | -39  |
| 12   | IK Brommapojkarna P   | 12  | 26 | 3  | 3 | 20 | 20 | 60 | -40  |
| 13   | Umeå IK P             | 12  | 26 | 3  | 3 | 20 | 21 | 68 | -47  |
| 14   | AIK                   | 8   | 26 | 2  | 2 | 22 | 18 | 69 | -51  |

## Statistiques individuelles
Source.

### Meilleures buteuses
|    | Joueuse                | Équipe            | Buts |
| -- | ---------------------- | ----------------- | ---- |
| 1. | Amalie Vangsgaard      | Linköpings FC     | 22   |
| 2. | Évelyne Viens          | Kristianstads DFF | 20   |
| 3. | Tabby Tindell          | Kristianstads DFF | 14   |
| 4. | Olivia Schough         | FC Rosengård      | 12   |
| 5. | Hlín Eiríksdóttir (en) | Piteå IF          | 11   |
| 5. | Jutta Rantala (en)     | Vittsjö GIK       | 11   |
| 7. | Madelen Janogy         | Hammarby IF       | 10   |
| 7. | Paulina Nyström (sv)   | Eskilstuna United | 10   |

### Meilleures passeuses
|    | Joueuse              | Équipe            | P.d. |
| -- | -------------------- | ----------------- | ---- |
| 1. | Olivia Schough       | FC Rosengård      | 12   |
| 2. | Évelyne Viens        | Kristianstads DFF | 10   |
| 3. | Heidi Kollanen (en)  | KIF Örebro DFF    | 8    |
| 3. | Loreta Kullashi (en) | FC Rosengård      | 8    |
| 5. | Mia Carlsson (en)    | Kristianstads DFF | 7    |
| 5. | Alva Selerud         | Linköpings FC     | 7    |
| 5. | Clara Markstedt (en) | Vittsjö GIK       | 6    |
| 5. | Stina Lennartsson    | Linköpings FC     | 6    |